# N-Capace
N-Capace è un film documentario del 2014 diretto da Eleonora Danco.

## Trama
La storia del viaggio di "Anima in pena" tra Terracina e Roma alla morte della madre. Ripercorrendo i luoghi della propria infanzia la protagonista tenterà di risolvere il conflitto con il padre.

## Riconoscimenti
- 2014 - Torino Film Festival
  - Miglior film
  - Miglior cast d'insieme
- 2015 - Ciak d'oro
  - Premio Bello & Invisibile
- 2015 - Sindacato Critici Cinematografici Italiani
  - Film della critica[1]